# جوایز گویا
جوایز گویا (به اسپانیایی: Goya Awards) جایزه ملی رسمی و معتبرترین جایزه سینمایی کشور اسپانیا است. گویا یکی از معتبرترین جوایز سینمایی جهان نیز به‌شمار می‌رود. جایزه گویا در سال ۱۹۸۷ تأسیس شد و اولین دوره آن در ۱۶ مارس همان سال در محل تئاتر لوپه دوگا در شهر مادرید برگزار شد.

## تاریخچه
آکادمی فیلم و هنرهای اسپانیا تصمیم گرفت برای قدردانی از بهترین فیلم‌های اسپانیایی هر سال جوایز گویا را تأسیس کند. جوایز گویا مهم‌ترین جوایز ملی سینمای اسپانیا هستند که بسیاری در اسپانیا و در سطح بین‌المللی، آن را معادل اسپانیایی جوایز آکادمی آمریکا (اسکار) می‌دانند.
نخستین مراسم اهدای جوایز در ۱۷ مارس ۱۹۸۷ در تئاتر لوپه دوگا در مادرید برگزار شد. از دومین دوره تا سال ۱۹۹۵، این مراسم در کاخ کنگره‌ها واقع در خیابان کاستیانا برگزار می‌شد. پس از آن، مراسم به ساختمان مشابهی به نام کاخ شهرداری کنگره‌ها، که آن هم در مادرید قرار داشت، منتقل شد.
در سال ۲۰۰۰، مراسم در تالار بارسلونا در شهر بارسلونا برگزار شد. در سال ۲۰۰۳، تعداد زیادی از متخصصان سینما از مراسم جوایز گویا به عنوان فرصتی برای ابراز مخالفت خود با حمایت دولت آثنار از حمله آمریکا به عراق استفاده کردند. در سال ۲۰۰۴، انجمن قربانیان تروریسم اسپانیا (AVT) در مقابل تئاتر لوپه د وگا علیه تروریسم و گروه اتا، سازمان شبه‌نظامی جدایی‌طلبان باسک، تظاهرات کردند.
در سال ۲۰۰۵، خوزه لوئیس رودریگز ثاپاترو اولین نخست‌وزیر در تاریخ اسپانیا بود که در این مراسم شرکت کرد. در سال ۲۰۱۳، خوزه ایگناسیو ورت، وزیر فرهنگ و آموزش، در مراسم حضور نیافت و گفت که “کارهای دیگری برای انجام دادن دارد”. برخی از بازیگران گفتند که این تصمیم نشان‌دهنده بی‌احترامی دولت به حرفه و صنعت آنهاست.
مراسم‌های سال ۲۰۱۹ و ۲۰۲۳ در سویا برگزار شد، و در سال‌های ۲۰۲۰ و ۲۰۲۱ در مالاگا برگزار گردید.

## تندیس (جایزه)
خود جایزه یک نیم‌تنه برنزی کوچک از فرانسیسکو گویا است که توسط مجسمه‌ساز خوزه لوئیس فرناندز ساخته شده است، هرچند مجسمه اصلی برای نخستین دوره جوایز گویا توسط میگوئل اورتیز بروکال ساخته شده بود.
این تندیس جایزه به طور غیررسمی به “کابزون” (به معنی کله‌گنده) معروف است که جمع آن “کابزونس” می‌شود.
[این ترجمه شامل اصطلاح عامیانه اسپانیایی “کابزون” است که به صورت طنزآمیز به سر بزرگ مجسمه اشاره دارد.]

## بهترین کارگردان
بیشترین نامزد برای بهترین کارگردان در بخش «بهترین کارگردان»
| نام                    | جوایز | نامزدها |
| ---------------------- | ----- | ------- |
| پدرو آلمودوار          | ۲     | ۸       |
| فرناندو تروئبا         | ۲     | ۵       |
| آلخاندرو آمنابار       | ۲     | ۴       |
| فرناندو لئون د آرانوا  | ۲     | ۲       |
| ویسنته آراندا          | ۱     | ۶       |
| خوزه لوئیس گارسی       | ۱     | ۴       |
| الکس دل‌ایگلسیا         | ۱     | ۴       |
| پیلار میرو             | ۱     | ۳       |
| ایمانول اوریبه         | ۱     | ۳       |
| ایثیار بولائین         | ۱     | ۳       |
| ایزابل کوشت            | ۱     | ۲       |
| فرناندو فرنان گومز     | ۱     | ۲       |
| ریکاردو فرانکو         | ۱     | ۲       |
| کارلوس سائورا          | ۱     | ۲       |
| آگوستی ویارونگا        | ۱     | ۲       |
| مونچو آرمنداریس        | ۰     | ۳       |
| آگوستین دیاس یانس      | ۰     | ۳       |
| امیلیو مارتینز-لازارو  | ۰     | ۳       |
| بنیتو سامبرانو         | ۰     | ۳       |
| آدولفو آریستارائین     | ۰     | ۲       |
| خوزه لوئیس کوئردا      | ۰     | ۲       |
| بیگاس لونا             | ۰     | ۲       |
| خولیو مدم              | ۰     | ۲       |
| گراثیا کره‌ختا          | ۰     | ۲       |
| آلبرتو رودریگز لیبره‌رو | ۰     | ۲       |

## بهترین فیلم اروپایی
در بخش «جایزه گویا برای بهترین فیلم اروپایی»
| کشور          | جوایز | نامزدها |
| ------------- | ----- | ------- |
| بریتانیا      | ۸     | ۳۴      |
| فرانسه        | ۶     | ۲۵      |
| آلمان         | ۲     | ۹       |
| ایتالیا       | ۲     | ۵       |
| لهستان        | ۲     | ۲       |
| دانمارک       | ۱     | ۵       |
| سوئد          | ۱     | ۴       |
| جمهوری ایرلند | ۱     | ۲       |
| رومانی        | ۱     | ۱       |
| بلژیک         | ۰     | ۱       |
| یونان         | ۰     | ۱       |
| هلند          | ۰     | ۱       |
| نروژ          | ۰     | ۱       |
| روسیه         | ۰     | ۱       |
| مجارستان      | ۰     | ۱       |